# ابوبکر صبغی
ابوبکر صبغی (۸۷۲-۹۵۷) فقیه شافعی نیشابوری بود. نام و نسب او «ابوبکر احمد بن اسحاق بن ایوب الصَّبغی نیشابوری» بیان شده است. از آثار او «الأسما و الصفات»، «الإیمان و القدر» و «فضائل الخلفاء الأربعة».